# Maximilian Marterer
Maximilian Marterer (nacido el 15 de junio de 1995) es un tenista profesional alemán nacido en la ciudad de Núremberg.

## Carrera
Su mejor ranking individual es el n.º 45 alcanzado el 13 de agosto de 2018, mientras que en dobles logró la posición 249 el 29 de abril de 2019.
No ha logrado hasta el momento títulos de la categoría ATP ni de la ATP Challenger Tour, aunque sí ha obtenido varios títulos Futures tanto en individuales como en dobles.

## Títulos ATP Challenger

### Individuales (8)
| N.º | Fecha                    | Torneo                   | Superficie    | Oponente en la final | Resultado        |
| --- | ------------------------ | ------------------------ | ------------- | -------------------- | ---------------- |
| 1.  | 17 de septiembre de 2016 | Challenger de Meknes     | Tierra batida | Uladzimir Ignatik    | 7-6, 6-3         |
| 2.  | 24 de septiembre de 2016 | Challenger de Kenitra    | Tierra batida | Mohamed Safwat       | 6-2, 6-4         |
| 3.  | 17 de septiembre de 2017 | Challenger de Banja Luka | Tierra batida | Carlos Taberner      | 6-1, 6-2         |
| 4.  | 8 de octubre de 2017     | Challenger de Monterrey  | Dura          | Bradley Klahn        | 7-6(3), 7-6(6)   |
| 5.  | 5 de noviembre de 2017   | Challenger de Eckental   | Moqueta       | Jerzy Janowicz       | 7-6(8), 3-6, 6-3 |
| 6.  | 18 de febrero de 2018    | Challenger de Cherburgo  | Dura (i)      | Constant Lestienne   | 6-4, 7-5         |
| 7.  | 15 de noviembre de 2020  | Challenger de Bratislava | Dura (i)      | Tomáš Machač         | 6-7(3), 6-2, 7-5 |
| 8.  | 23 de julio de 2023      | Challenger de Amersfoort | Tierra batida | Titouan Droguet      | 6-4, 6-2         |
| 9.  | 19 de noviembre de 2023  | Challenger de Danderyd   | Dura (i)      | Brandon Nakashima    | 2-6, 6-4, 6-3    |